# Ministerio de Agricultura (Zimbabue)
El Ministerio de Agricultura (MOA) es uno de los ministerios del gobierno de Zimbabue, siendo el responsable de la agricultura de ese país, incluida la gestión del uso y distribución de la tierra agrícola, pero no de la reforma agraria. El actual Ministro de Tierras, Agricultura y Reasentamiento Rural, desde el 14 de agosto de 2020, es Anxious Jongwe Masuka. Actualmente, sus viceministros son Douglas Karoro y Vangelis Haritatos. El ministerio tiene su sede en Harare.
El ministerio se encarga de supervisar:
- Servicios Técnicos Veterinarios
- AGRITEX
- Departamento de Investigación y Servicios Especializados

## Corporaciones estatales
Las corporaciones estatales bajo la dirección del Ministerio de Agricultura incluyen:
- Banco Agrícola de Zimbabwe (AGRIBANK)
- Junta de Comercialización e Industria del Tabaco (TIMB)
- Junta de la Industria Porcina (PIB)
- Autoridad de Desarrollo Rural y Agrícola (ARDA)
- Junta de Comercialización de Cereales (GMB)
- Junta de Investigación del Tabaco (TRB)
- Comisión de Almacenamiento en Frío (CSC)

## Ministros de agricultura
| Ministro                   | Inicio                  | Final                   |
| -------------------------- | ----------------------- | ----------------------- |
| Denis Norman               | Mayo de 1980            | Julio de 1985           |
| Moven Mahachi              | 1985                    | 1988                    |
| David Karimanzira          | 1987/1988               | 1990                    |
| Witness Mangwende          | 1 de enero de 1991      | 22 de diciembre de 1994 |
| Kumbirai Kangai            | 1994                    | 2000                    |
| Joseph Made                | 2000                    | 2007                    |
| Rugare Gumbo               | 2007                    | 2009                    |
| Sylvester Nguni (interino) | 2009                    | 2009                    |
| Joseph Made                | 13 de febrero de 2009   | 27 de noviembre de 2017 |
| Perrance Shiri             | 30 de noviembre de 2017 | 27 de julio de 2020     |
| Anxious Jongwe Masuka      | 14 de agosto de 2020    | Titular                 |

## Viceministros de Agricultura
- Simba Makoni (mayo de 1980 - enero de 1981)[7]
- Jock Kay (22 de enero de 1988 - marzo / abril de 1990)
- Sylvester Nguni (c. 2006)
- Seiso Moyo (11 de octubre de 2011 - 21 de diciembre de 2012)
- Paddy Zhanda (10 de octubre de 2013 - ? )[8]
- Davis Marapira (30 de noviembre de 2017 - ? )[9]
- Douglas Karoro (2018 - presente)[10]
- Vangelis Haritatos (2018-presente)